# American Accountability Foundation
La American Accountability Foundation (AAF, «Fundación de Responsabilidad Americana») es un grupo de investigación de oposición conservador estadounidense fundado en 2020 que se ha opuesto a la presidencia de Joe Biden.

## Historia
El director ejecutivo y cofundador de la AAF, Tom Jones, trabajó anteriormente para los senadores republicanos Ron Johnson, Ted Cruz (dirigiendo la investigación de la oposición para la campaña presidencial de Cruz en 2016), Jim DeMint y John Ensign. Su otro cofundador, Matthew Buckham, trabajó en la Oficina de Personal Presidencial de la Casa Blanca durante la presidencia de Donald Trump. The New Yorker describió a la AAF como un grupo de «dinero oscuro» («una organización benéfica políticamente activa, exenta de impuestos y sin fines de lucro que no revela a sus patrocinadores») que es una rama de otro grupo similar, el Conservative Partnership Institute, que empleó a Mark Meadows después de dejó la administración Trump.
La AAF se describe a sí misma como una «organización benéfica y educativa que lleva a cabo investigaciones de supervisión gubernamental no partidistas y verificación de hechos para que los estadounidenses puedan hacer que sus líderes electos rindan cuentas». Jones le dijo a Fox News en abril de 2021 que su objetivo era «tomar un gran puñado de arena y tirarlo en los engranajes de la administración Biden».

### Campañas
Según The New Yorker, la AAF «tiene como objetivo frustrar toda la lista de Biden», y en abril de 2022 había apuntado a 29 nominados. La AAF reconoció su papel en descarrilar las nominaciones de Biden de David Chipman para ser director de la Oficina de Alcohol, Tabaco, Armas de Fuego y Explosivos en 2021; Sarah Bloom Raskin para ser vicepresidenta de supervisión de la Junta de la Reserva Federal en 2022; y David Weil para la División de Horas y Salarios del Departamento de Trabajo. La investigación de la AAF fue utilizada por los opositores republicanos a la nominación de Ketanji Brown Jackson para la Corte Suprema de los Estados Unidos en 2022.
En septiembre de 2021, la AAF presentó una denuncia de ética contra la representante Alexandria Ocasio-Cortez por asistir a la Met Gala. La AAF afirmó que su asistencia equivalía a aceptar un obsequio ilegal, ya que Condé Nast, una empresa con fines de lucro que no es una organización benéfica, pagó su boleto, estimado en $ 35 000. Sin embargo, el evento en sí es una recaudación de fondos benéfica.